# Samuel Youd
Samuel Youd (ur. 16 kwietnia 1922 w Knowsley, Lancashire, zm. 3 lutego 2012 w Bath) – brytyjski pisarz science-fiction. Pisał pod pseudonimami: John Christopher, Hilary Ford, William Godfrey, Peter Graaf, Peter Nichols, Anthony Rye oraz Stanley Winchester. Jego najbardziej znane dzieło to nie wydana w Polsce trylogia The Tripods, którą napisał jako John Christopher.

## Życiorys
Youd urodził się w Lancashire. Podczas wojny służył w Królewskim Korpusie Łączności (1941–1946). Stypendium Fundacji Rockefellera pozwoliło mu zapoczątkować karierę pisarską, utworem The Winter Swan. Jego powieści cieszyły się największą popularnością w latach 50. i 60. (szczególnie The Death of Grass), a także 80., kiedy telewizja brytyjska nakręciła adaptację The Tripods. Obecnie niewiele już książek Youda pozostaje w druku, choć wciąż są doceniane przez kolekcjonerów oraz fanów gatunku.

## Twórczość
- The Winter Swan (1949, jako Christopher Youd)
- Babel Itself (1951, jako Samuel Youd)
- Brave Conquerors (1952, jako Samuel Youd)
- Crown and Anchor (1953, jako Samuel Youd)
- A Palace of Strangers (1954, jako Samuel Youd)
- The Twenty-Second Century (1954)
- Holly Ash (w USA: The Opportunist, 1955, jako Samuel Youd)
- The Year Of The Comet (w USA: Planet In Peril, 1955)
- The Death Of Grass (w USA: No Blade Of Grass, 1957; w Polsce powieść ukazała się pod tytułem Śmierć trawy, wyd. Iskry, Wa-wa 1992, ISBN 83-207-1353-6)
- Giant's Arrow (1956) (jako Anthony Rye; w USA jako Samuel Youd))
- Malleson at Melbourne (1956, jako William Godfrey)
- Dust and the Curious Boy (w USA: Give the Devil His Due, 1957, jako Peter Graaf)
- The Friendly Game (1957, jako William Godfrey)
- The Caves Of Night (1958)
- Daughter Fair (1958, jako Peter Graaf)
- Felix Walking (1958, jako Hilary Ford)
- Felix Running (1959, jako Hilary Ford)
- The Sapphire Conference (1959, jako Peter Graaf)
- A Scent of White Poppies (1959)
- The Long Voyage (w USA: The White Voyage, 1960)
- The Choice (w Wielkiej Brytanii: The Burning Bird, jako Samuel Youd)
- Messages of Love (1961, jako Samuel Youd)
- The Gull's Kiss (1962, jako Peter Graaf)
- The World In Winter (w USA: The Long Winter, 1962)
- The Summers at Accorn (1963, jako Samuel Youd)
- Cloud On Silver (w USA: Sweeney's Island, 1964)
- The Possessors (1964)
- Bella on the Roof (1965, jako Hilary Ford)
- Patchwork of Death (1965, jako Peter Nichols)
- A Wrinkle In The Skin (w USA: The Ragged Edge, 1965)
- The Little People (1966)
- trylogia The Tripods
  -  The White Mountains (1967)
  -  The City of Gold and Lead (1967)
  -  The Pool of Fire (1968)
- The Practice (1968, jako Stanley Winchester)
- Men With Knives (1968, jako Stanley Winchester)
- Pendulum (1968)
- The Lotus Caves (1969)
- The Guardians (1970)
- The Helpers (1970, jako Stanley Winchester)
- trylogia The Prince in Waiting 
  -  The Prince In Waiting (1970)
  -  Beyond the Burning Lands (1971)
  - The Sword of the Spirits (1972)
- Dom And Va (1973)
- A Figure in Grey (1973, jako Hilary Ford)
- Ten Per Cent of Your Life (1973, jako Stanley Winchester)
- Sarnia (1974, jako Hilary Ford)
- Wild Jack (1974)
- Castle Malindine (1975, jako Hilary Ford)
- A Bride for Bedivere (1976, jako Hilary Ford)
- Empty World (1977)
- The Prince In Waiting Trilogy (1983)
- Fireball (1981)
- New Found Land (1983)
- Dragon Dance (1986)
- When the Tripods Came (1988) – prequel do trylogii The Tripods
- A Dusk of Demons (1993)
- Bad Dream (2003)